# Willie McLean (labdarúgó, 1904)
William McLean (Clydebank, 1904. január 27. – Davenport, Iowa, 1977. november 6.) skóciai születésű válogatott amerikai labdarúgó.

## Pályafutása
1932 és 1934 között a Stix, Baer and Fuller, 1934–35-ben a St. Louis Central Breweries, 1935–36-ban a St. Louis Shamrocks labdarúgója volt.
1934-ben két mérkőzésen szerepelt az amerikai válogatottban. Részt vett az 1930-as uruguay-i világbajnokság.

## Statisztika

### Mérkőzései az amerikai válogatottban
| Egyesült Államok | Egyesült Államok | Egyesült Államok             | Egyesült Államok | Egyesült Államok | Egyesült Államok | Egyesült Államok | Egyesült Államok | Egyesült Államok |
| #                | Dátum            | Helyszín                     | Hazai            | Eredmény         | Vendég           | Kiírás           | Gólok            | Esemény          |
| ---------------- | ---------------- | ---------------------------- | ---------------- | ---------------- | ---------------- | ---------------- | ---------------- | ---------------- |
| 1.               | 1934. május 24.  | Róma, Stadio Nazionale (ITA) | Egyesült Államok | 4 – 2            | Mexikó           | vb-selejtező     | -                |                  |
| 2.               | 1934. május 27.  | Róma, Stadio Nazionale       | Olaszország      | 7 – 1            | Egyesült Államok | vb-nyolcaddöntő  | -                |                  |
|                  | Összesen         |                              |                  | 2                | mérkőzés         |                  | 0                | gól              |